# Enerum
Enerum, är en liten by i Borgholms kommun, Böda socken, cirka 3 km söder om Byxelkrok på norra Öland. I Enerum fanns förr en liten semesterby. 
I närheten ligger golfklubben Byxelkroks GK.
Enerum omtalas i dokument första gången 1530 då Simon Jonson i Enerum (Enerom) tillsammans med två andra bönder i Böda fick tillstånd att med fartyg exportera bräder, läkt, sten, tjära till Danmark eller andra platser då de saknade tillräcklig åker och äng för att försörja sig: Under 1500-talet fanns här fyra mantal skatte samt ytterligare en gård som 1539-1553 redovisas som öde och därefter underläggs de övriga gårdarna. 1542 sägs arvingarna till jorden vara avlidna. Dessutom fanns två skattehorvor i byn.